# Черкесское седло
Черкесское седло (кабард.-черк. адыгэ уанэ; также может встречаться под названием «кабардинское») — седло для лошадей типа арчаков (от «арчак» — деревянный остов седла, обтянутый кожей).
Небольшое, лёгкое, довольно высокое черкесское седло опирается на спину коня двумя параллельными седельными полками. Узкая передняя лука с закруглённым верхом располагается перпендикулярно к седлу. Задняя, более широкая лука, также имеющая закруглённый верх, плавно отогнута назад. Форма седла диктовалась военными целями — высокое седло придавало свободу посадке воина, а низкая задняя лука не мешала повороту в седле и возможности отстреливаться на скаку. Седло не касалось ни позвоночника лошади, ни её загривка, оно не причиняло лошади боли. Наружная и внутренняя стороны седла оклеивались кожей, а верхние части лук оковывались серебряными пластинками. С обеих сторон к седлу прибивались крыльца — куски тонкой и мягкой кожи.
Поверх арчака ложилась кожаная седельная подушка, изготавливавшаяся отдельно. Её набивали оленьей или турьей шерстью, которые даже в случае промокания и сырости не прели, не гнили и не слеживались.
Стремена специфические стаканчики — плоские, узкие, из цельного куска металла, часто удлинённой цилиндрической формы. С обратной стороны стремени многие всадники вставляли зеркальце, чтобы пользоваться им в походе для бритья. Черкесское стремя было настолько узким, что ступня в него целиком не помещалась, поэтому всадники опирались на основание стремян только носками, что делало излишним наличие каблуков на обуви, на которой, кстати, не было и шпор.

## История
На Кавказе адыги (черкесы) славились специально выведенной ими породой выносливых лошадей и специально созданным конским снаряжением, особенно седельным набором. Его качество и конструктивные особенности так высоко ценились, что в XVIII веке производство седел в Кабарде достигло широких масштабов, адыгские седла поставлялись в разные регионы тысячами. В 1788 году Шейх Мансур заказал в Большой Кабарде 20 тысяч седел, и по сведениям разведки русской крепости Моздок, седла были изготовлены по этому заказу. Черкесские седла пользовались большим спросом у казаков. Черкесское седло было вдвое легче турецкого и втрое легче европейского, что во время длительных походов снижало нагрузку на лошадь.
Существовало несколько видов адыгских седел: боевое, парадное, детское. Все они имели одинаковую конструкцию, но детское было меньшего размера, а парадное богато украшалось серебром и золотым шитьём. Боевое отличалось простотой и практичностью, его подушка набивалась оленьей или турьей шерстью, которая не слеживается и не гниет. Такие седельные подушки ценились настолько высоко, что часто входили в часть «цены за невесту».

## Заметки некоторых путешественников и исследователей
Наибольшею славою на Северном Кавказе пользуются шорные изделия кабардинцев. Кабардинское или адыгейское племя, ещё недавно самое многочисленное и могущественное среди прочих племен Кавказа, всегда производило оружие, седла и прочие принадлежности убранства всадника, служащие образцами для других туземцев. Образец седельного набора, занесённый из Кабарды, до сих пор господствует на Северном Кавказе между горским и казачьим населением и называется кабардинским или черкесским. (О. Маркграф)

Маленькое черкесское седло и легкая тонкоременная уздечка видимо были приспособлены к дальнему походу, к жизни на коне. Не порывист их налёт, но стойко встречают они противника, метко бьют из винтовки и рубят шашкой на убой. Лошади приезжены к покойному ходу, к быстрым поворотам, но не к прыжкам и дыбкам, только мешающим упорной, хладнокровной драке. (Ф. Торнау)

Я привык к нему и по достоинству оценил его преимущества как боевого седла. Черкесы поворачиваются в нём с величайшей легкостью и могут, подобно парфянам, стрелять назад на полном скаку, а также, держась за передний деревянный выступ, могут перегнуться почти под брюхо своего скакуна и на полном карьере поднять все что угодно с земли. Их посадка на спине лошади по сравнению с тяжёлым турецким или плоским европейским седлом кажется игрушечной: то же можно сказать и об их весе, который составляет половину первого и треть второго… Во время утомительных походов и набегов, которые они совершают, несколько фунтов больше или меньше веса всадника и упряжи могут иметь серьёзное значение. (Д. Лонгворт)

Шпор черкесы не знают и погоняют лошадь тоненькою плетью, имеющею на конце кусок кожи в виде лопаточки для того, чтобы не делать боли лошади, а пугать её хлопаньем, так как, по мнению черкесов, боль причиняемая лошади шпорами или тяжелою ногайкой, употребялемою калмыками и донскими казаками, утомляет её совершенно без нужды. (Ф. Торнау)

Хорошо выдержанный конь черкеса был отлично выезжен и повиновался уздечке в совершенстве. Он не боялся ни огня, ни воды. Черкесские наездники шпор не употребляли, но погоняли лошадь тонкой плетью, с привязанным на конце её плоским концом кожи, для того чтобы при ударе не причинять лошади боль, а только понукать её хлопками плетки. Без треноги ни один черкес не выезжал из дому. Седло черкеса было легко и покойно, не портило лошадь и тогда, когда по целым неделям оставалось на её спине. (Дубровин)

Лёгкий недоуздок с тонким мундштуком, деревянное, не более десяти фунтов весом седло, положенное на короткую толстую шерстяную покрышку, на деревянном седле хорошо набитая подушка из сафьяна, грудные и хвостовые ремни, как и подпруга, крепкие и узкие, стремена настолько узкие, что в них часто едва можно всунуть не более как носок ноги, ремни стремян широкие и длинные — таково снаряжение лошади…так как всадник сидит высоко, то управление лошадью шенкелями невозможно; они повинуются только поводу и камши — короткому, из кожи скрученному кнуту, который постоянно находится в работе и без которого ни один адыг не сядет на лошадь… Легкое и простое взнуздывание и осёдлывание, так же, как и проворство людей, приводит к тому, что адыгу не нужно и половины того времени, которое требуется европейскому кавалеристу для посадки. (Т. Лапинский)